# Roelf Meijer

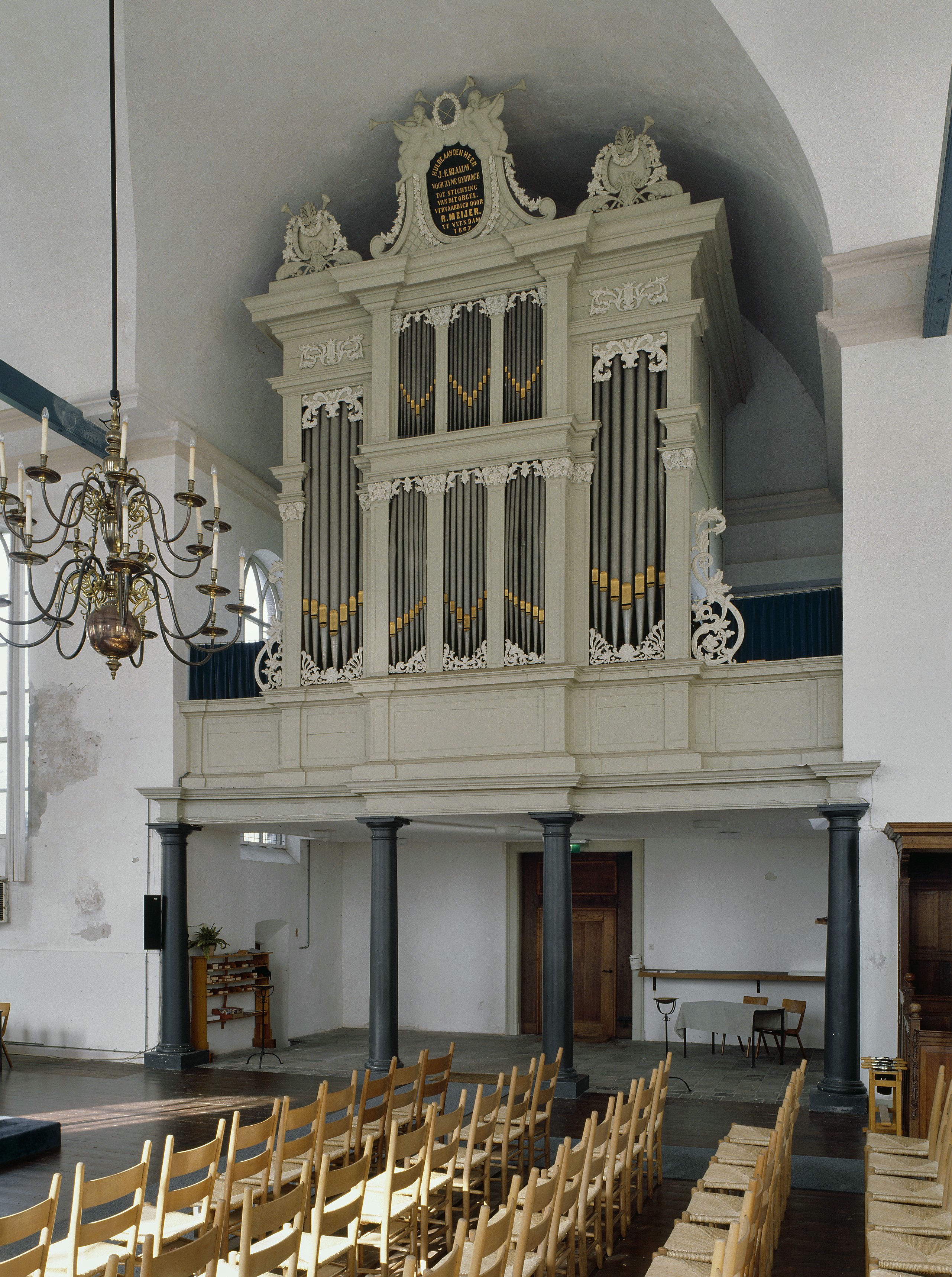
Meijers eerste en grootste orgel uit 1867 in de Margaretha Hardenbergkerk te Wildervank

Roelf Meijer (Veendam, 12 februari 1827 - aldaar, 2 november 1884) was een Nederlandse orgelbouwer.

## Leven en werk
De ouders van Roelf Meijer waren de koopman Reinke Jakobs Meijer (1784-1837) en de winkelierster Trijntje Hemmes Bouwman (1787-1875). Hij trouwde op 1 maart 1877 in Baflo met de in 1841 te Den Andel geboren boerendochter Hieke Bulstra. Zij kregen in 1878 een dochter Katharina Geertruida.
Omdat zijn vader al vroeg stierf, moest Roelf in de kruidenierszaak van zijn moeder helpen. Mogelijk is dat de reden waarom hij relatief laat aan de orgelbouw begon. Hij werd opgeleid in 1866-1867 in Barmen (Wuppertal), waarschijnlijk door Richard Paul Ibach. Daarna vestigde hij in Veendam zijn eigen bedrijf, dat hij de benaming Fabriek van alle soorten Orgels en Pianino's gaf, want naast pijporgels maakte hij ook piano's. Zijn meesterknechten waren Jan Doornbos (1847-1925), bijgenaamd 'Jan Avontuur', die later zelfstandig orgelmaker werd, en Henderikus (Henricus) van Oeckelen (1835-1894), de tweede zoon van Petrus van Oeckelen.
Meijers eerste en tevens grootste kerkorgel dateert uit 1867 en staat in de Margaretha Hardenbergkerk te Wildervank. Hij bouwde en onderhield vooral orgels van kerken in de provincie Groningen en een enkel in Emmen (Drenthe). Een uitschieter buiten zijn eigen regio was de opdracht die hij in 1881-1882 verwierf voor een nieuwbouworgel in Alblasserdam.
Roelf Meijer behoorde, net als de bekende orgelfamilies Lohman en Van Oeckelen, tot de Groninger orgelbouwers die tot ver in de 19e eeuw een klankideaal uit de barokmuziek en het classicisme nastreefden. Voor muziek uit de romantiek zijn hun instrumenten minder geschikt. Ook in het ontwerp van de orgelkassen en het houtsnijwerk sluit Meijer aan bij 18e-eeuwse voorgangers als Schnitger, Hinsz en Freytag. Modern was wel zijn enigszins fabrieksmatige aanpak, waarbij hij veel orgelonderdelen van Ibach betrok. Zijn orgels worden beschouwd als kwalitatief hoogstaand en waard om behouden te blijven. Kritiek kreeg hij echter ook: toen hij in 1874 het orgel van de Oost-Friese orgelmaker Johann Friedrich Wenthin in de kerk van Nieuwolda restaureerde, ontstond een felle polemiek over de legitimiteit van zijn wijzigingen.
Doordat Meijer pas op zijn 40ste begon en al in 1884 op 57-jarige leeftijd overleed, heeft hij betrekkelijk kort het orgelmakersvak kunnen uitoefenen. Het bedrijf werd daarna nog tien jaar geleid door Henricus van Oeckelen. Tot de orgels die hij in onderhoud had behoorde het toenmalige Faber-orgel in de Hervormde kerk van Coevorden. Nieuwbouworgels heeft hij niet meer gemaakt. Toen hij in 1894 stierf hief Meijers weduwe de firma op, waarna zij en haar dochter emigreerden naar de Verenigde Staten.

## Orgels (selectie)

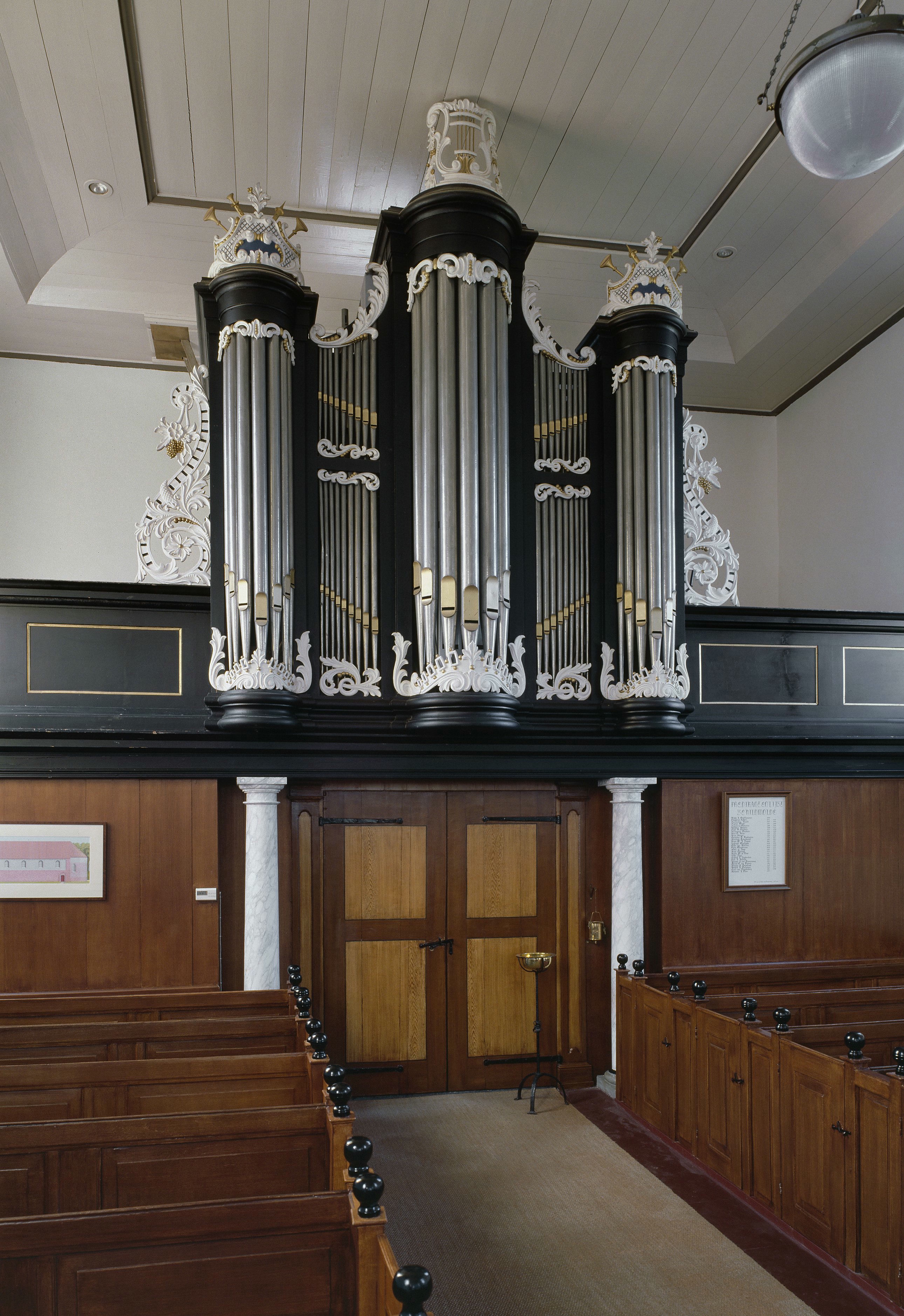
Orgel uit 1868 in de kerk van Schildwolde
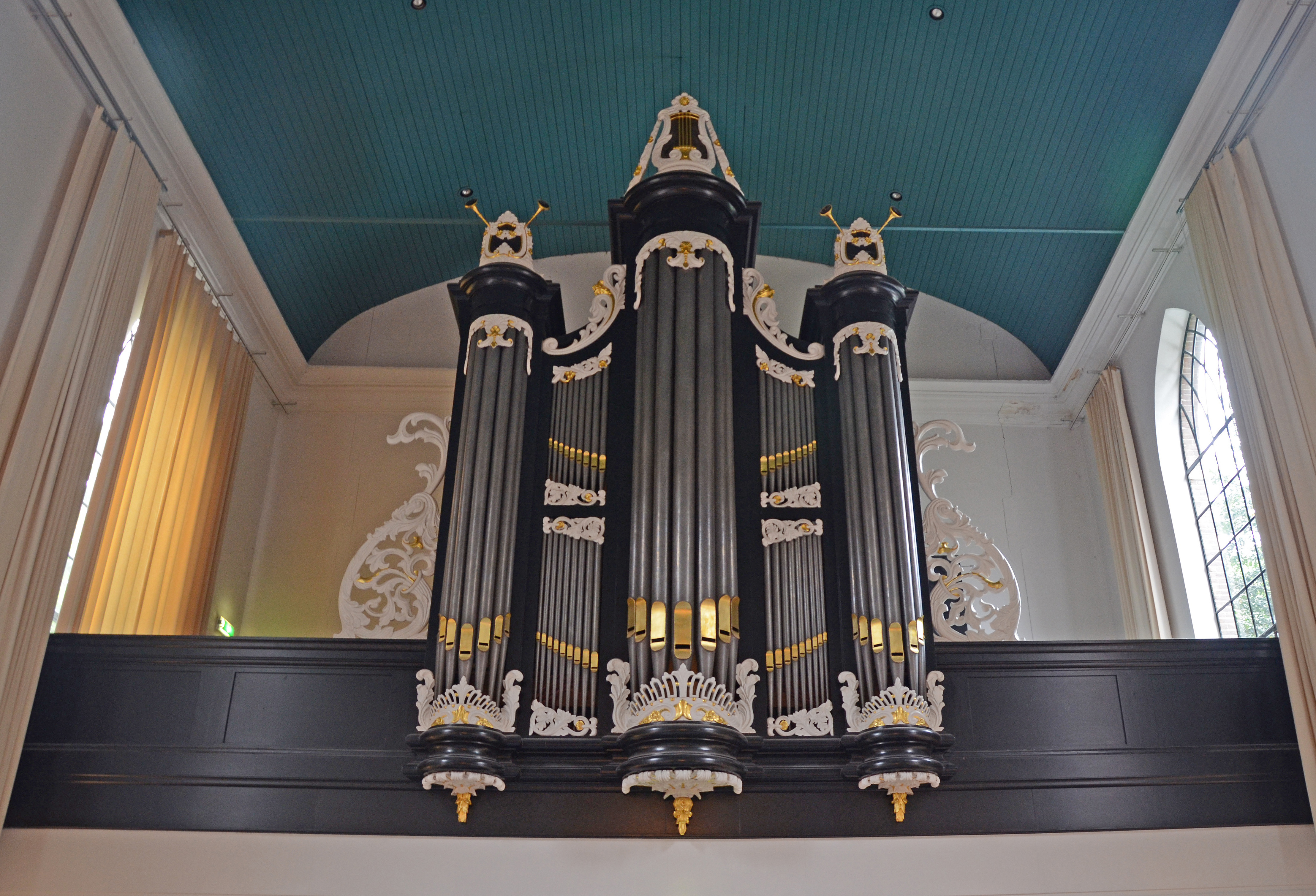
Orgel uit 1873, Grote Kerk (Emmen)
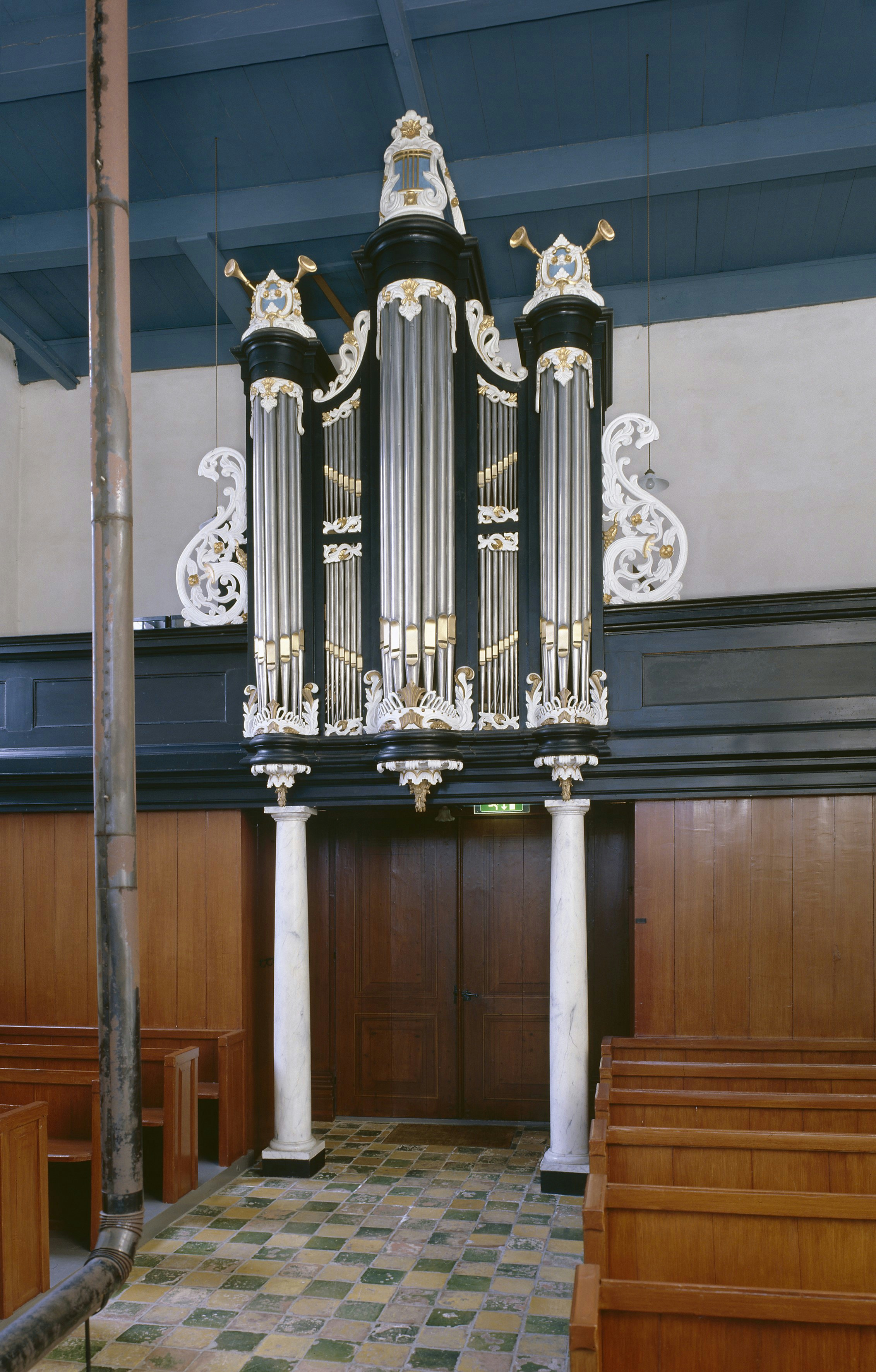
Orgel uit 1873, Kloosterkerk Thesinge
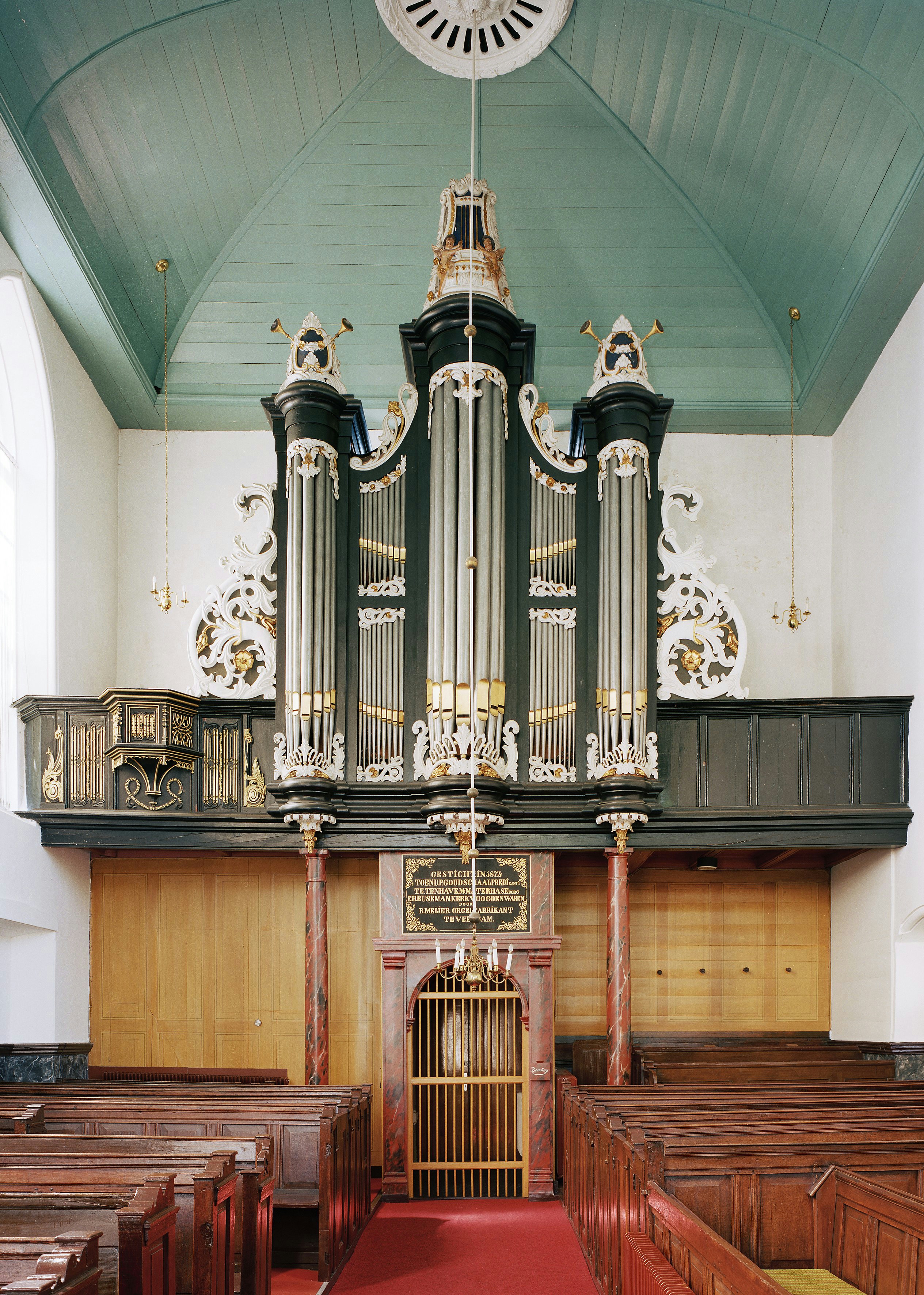
Orgel uit 1874, kerk van Scheemda
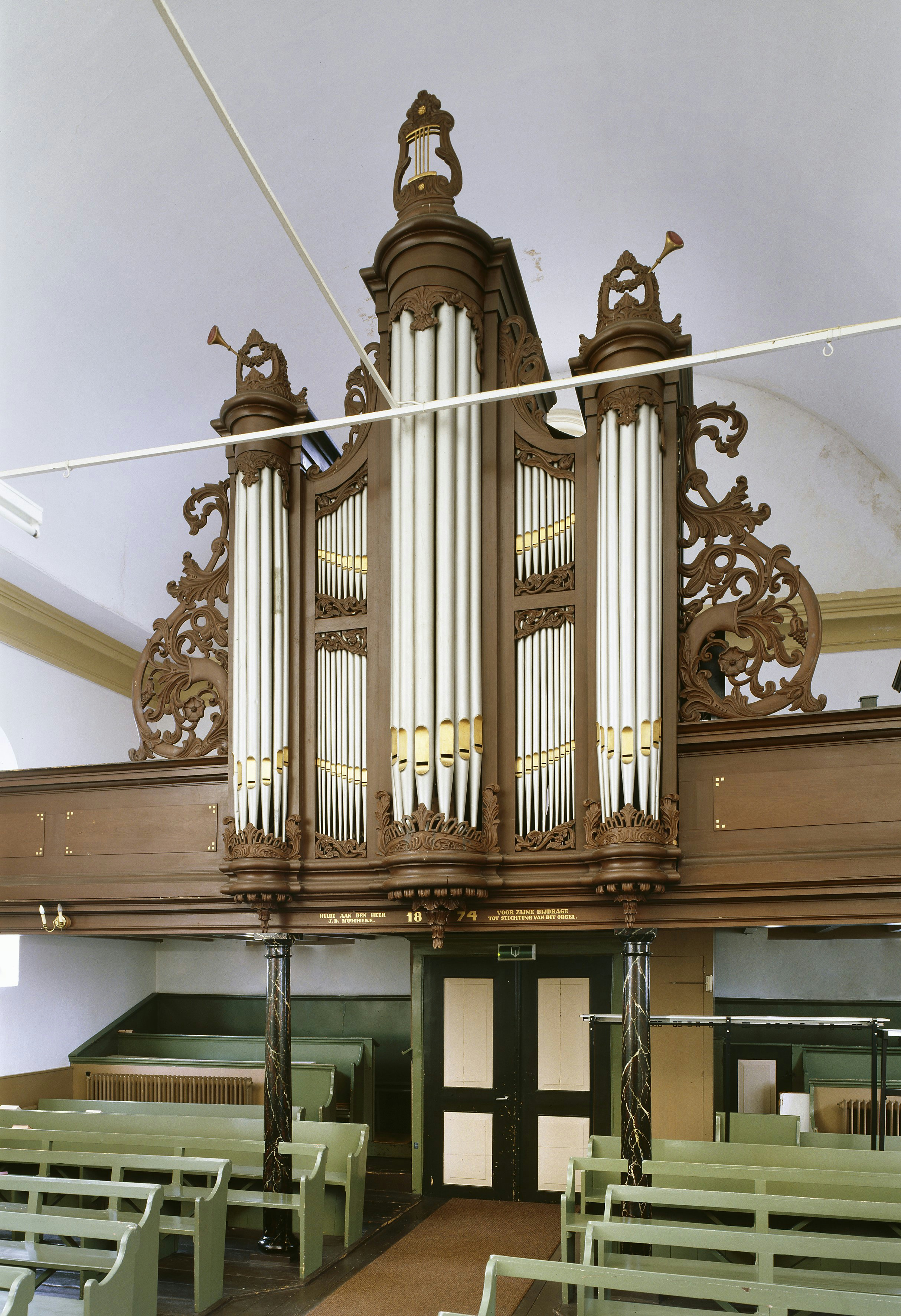
Orgel uit 1874, kerk van Ommelanderwijk
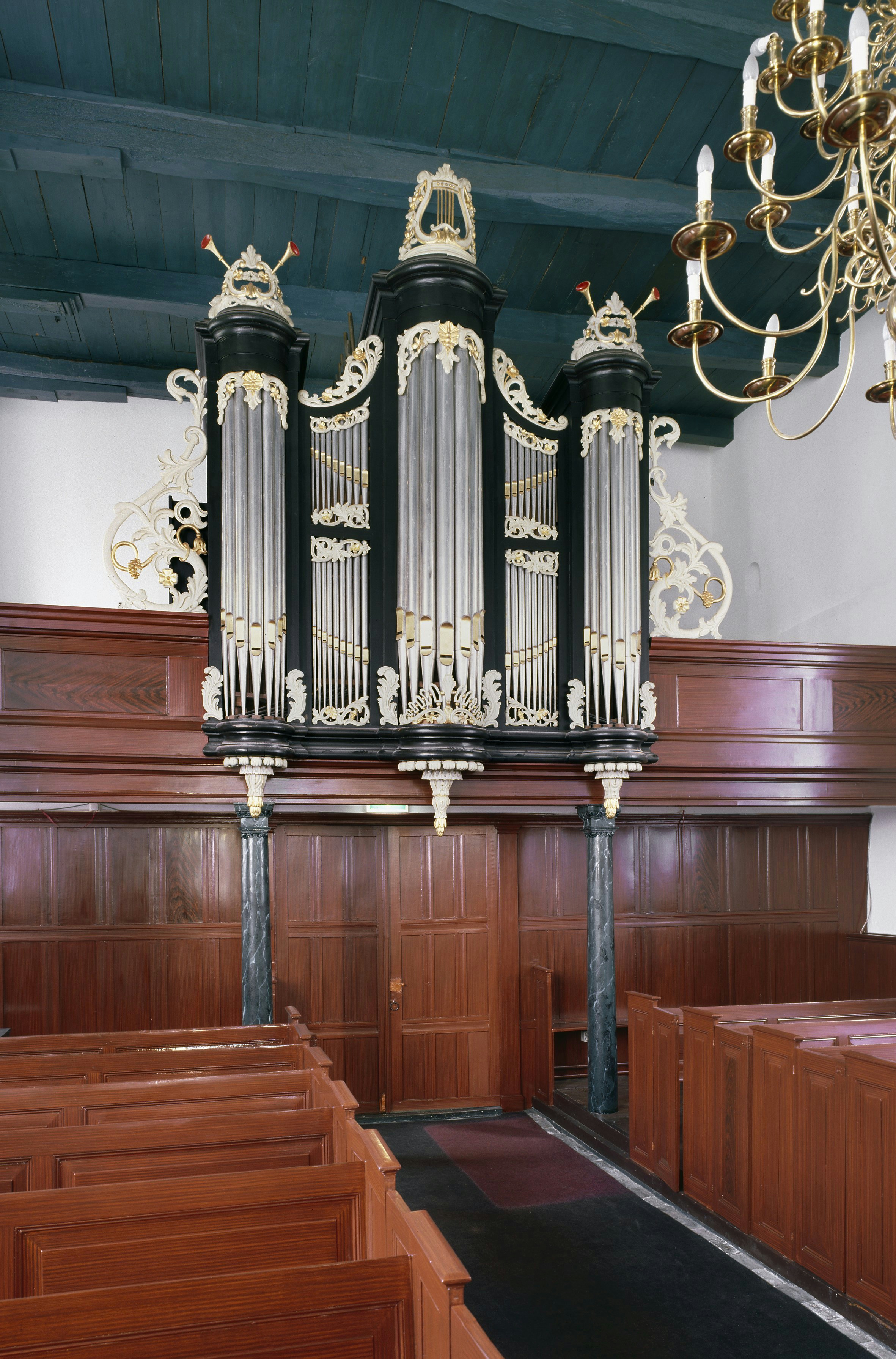
Orgel uit 1877, Sint-Laurentiuskerk (Baflo)
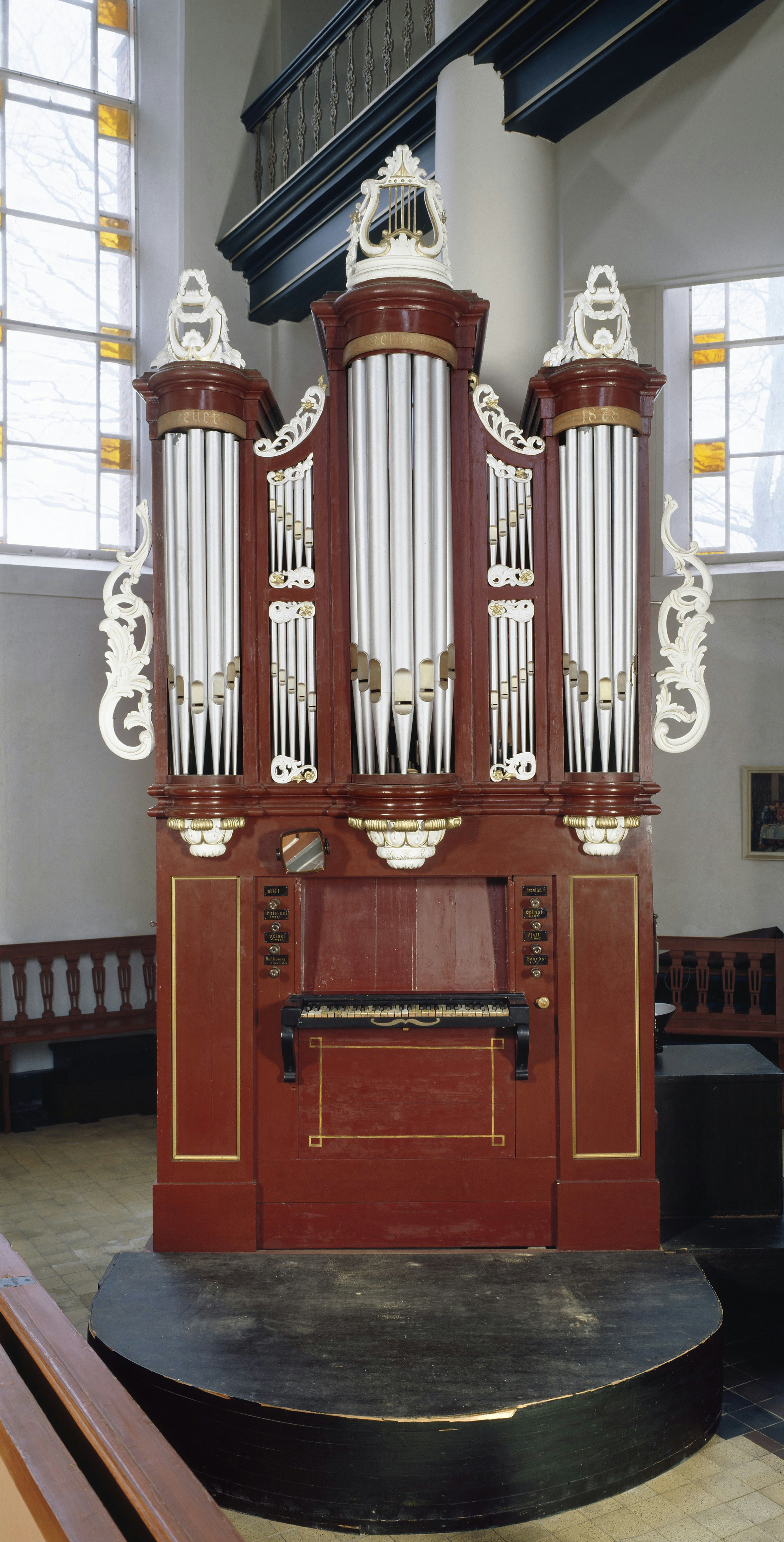
Koororgel uit 1878, kerk van Farmsum, afkomstig uit Weiwerd
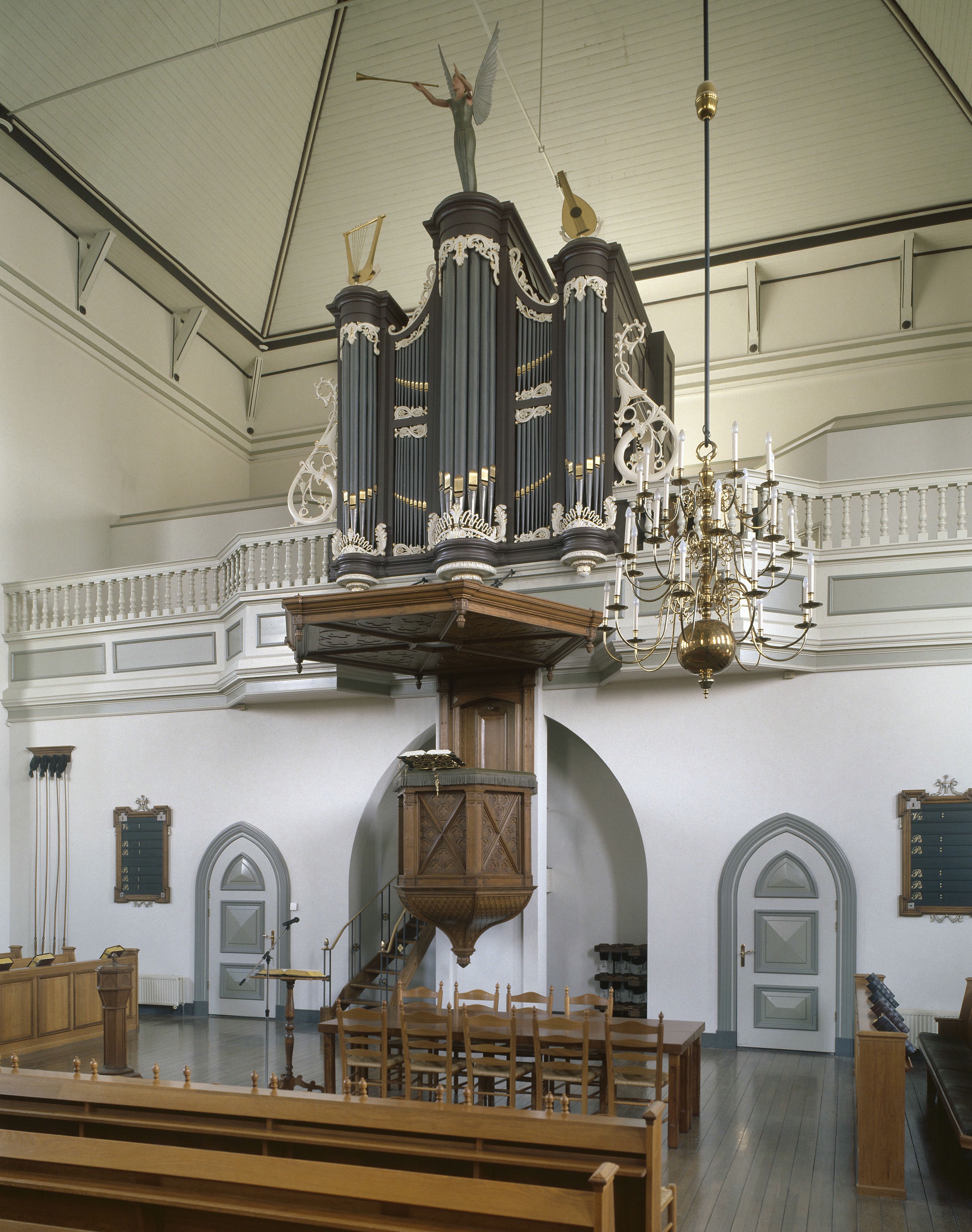
Orgel uit 1882, Hervormde Kerk te Alblasserdam
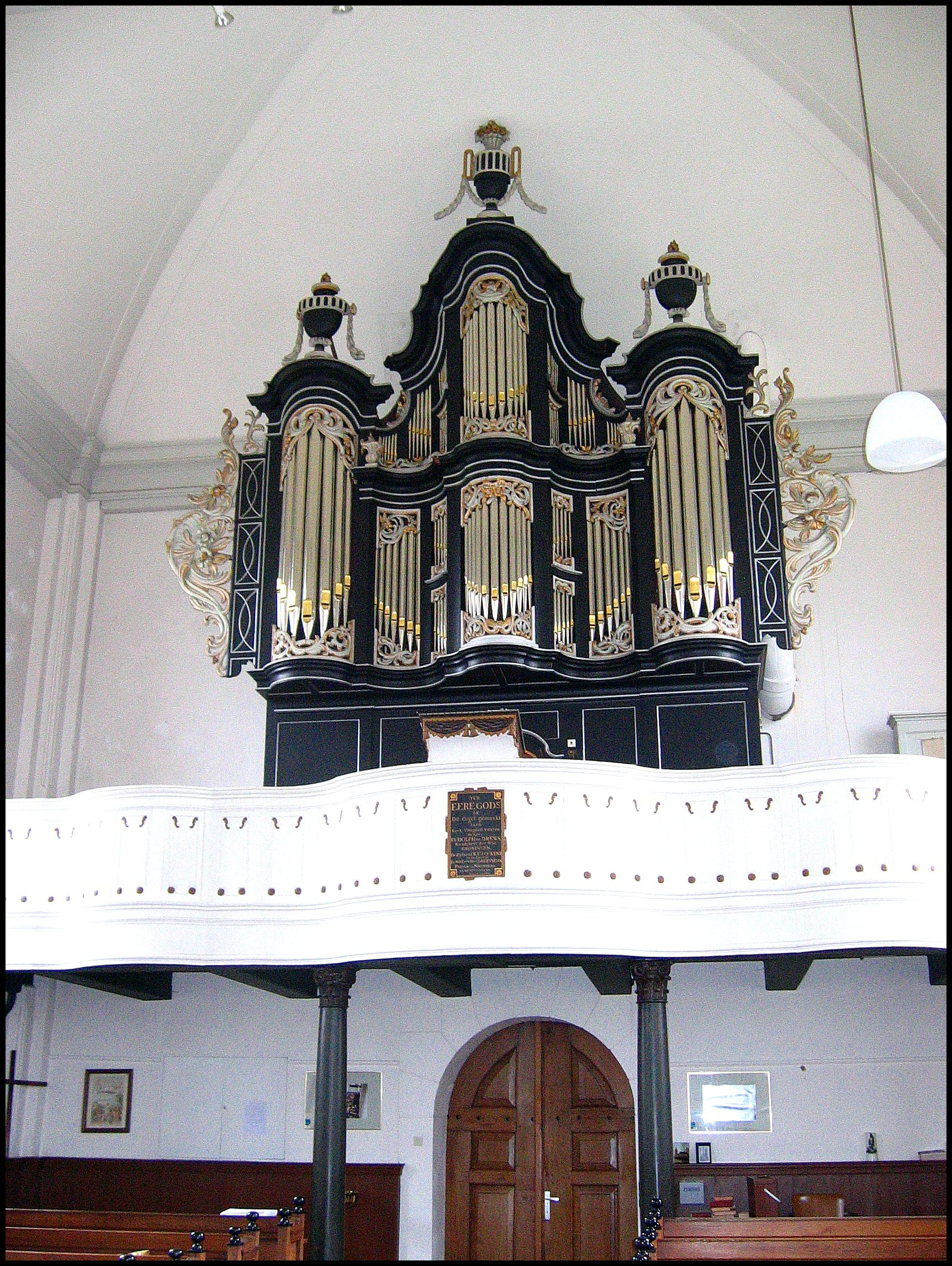
Het Wenthin-orgel uit 1787, kerk van Nieuwolda, door Meijer gerestaureerd in 1874